# Királykobra
A királykobra (Ophiophagus hannah) a hüllők (Reptilia) osztályának pikkelyes hüllők (Squamata) rendjébe, ezen belül a mérgessiklófélék (Elapidae) családjába tartozó faj.
Nemének egyetlen faja.

## Előfordulása
A királykobra India, Dél-Kína és Délkelet-Ázsia földjén mindenhol megtalálható. Habár az állomány elterjedési területének egyes részein élőhelycsökkenés következtében megcsappant, a királykobra nem veszélyeztetett faj.

## Megjelenése, testfelépítése
A királykobra átlagos hossza 3–4 méter, legnagyobb hossza 5,6–5,7 méter, ezzel a leghosszabb mérgeskígyófaj. Ha a királykobra fenyegetve érzi magát, képes hossza egyharmadára felegyenesedni. Egyes esetekben ez meghaladhatja egy átlagember magasságát. A különleges fejlődésű nyálmirigyek a szemek mögött találhatók és mérget választanak ki. Amikor a kígyó az áldozatába harap, a méregfogakon át méreg préselődik a sebbe. Fenyegetettség esetén nyakát a mozgatható bordák segítségével kalap formájúra terpeszti ki.

## Életmódja
A királykobra sokkal ritkábban fordul elő, mint kisebb rokonai, Délkelet-Ázsia sűrű hegyvidéki erdeiben a leggyakoribb. Különösen sűrű állomány él viszonylag elszigetelten India nyugati szegélyének hegyvidéki erdeiben. Tengerszint felett már 2000 méterrel is figyeltek meg királykobrapéldányokat. Az állat éjjel is, nappal is egyaránt aktív, de ritkán látható, mert félénk, visszahúzódó természetű. Az emberre is csak legvégső esetben támad, így elterjedési területén viszonylag ritka a királykobramarás, még ritkább az általa okozott haláleset.
A királykobra szívesen választ magának víz közeli élőhelyet, mert a vízfelszínen úszva könnyen el tud menekülni. Ennek ellenére a szárazföldön is kiválóan mozog, jó mászó.
Étrendje csak és kizárólag más kígyókból áll. Egészben fogyasztja el a zsákmányát, majd több hétig nem eszik újra.

## Szaporodása
Az ivarérettséget 5–6 éves korban éri el. A szaporodási időszak vedléssel kezdődik: ilyenkor a kígyó leveti a kinőtt bőrét. A párzásra januárban kerül sor, a fészek építésére áprilisban vagy májusban. A nőstény 20–50 tojást rak a fészekbe, melyet őriz. A kis kobrák 60–70 nap múlva kelnek ki a tojásokból.